# Узбецький козел
Узбецький козел — вид кіз, який зустрічається в Узбекистані. Використовується для виробництва мохера.